# Trotogonia subornata
Trotogonia subornata är en fjärilsart som beskrevs av W. Warren 1905. Trotogonia subornata ingår i släktet Trotogonia och familjen mätare. Inga underarter finns listade i Catalogue of Life.